# کوخل (شهر اتریش)
کوخل (به آلمانی: Kuchl) یک منطقهٔ مسکونی در اتریش است که در ناحیه هالاین واقع شده‌است. کوخل ۴۶٫۹ کیلومتر مربع مساحت دارد ۴۶۸ متر بالاتر از سطح دریا واقع شده‌است.

## خواهرخوانده
شهر سان جیووانی ال ناتیزونه خواهرخواندهٔ کوخل (شهر اتریش) هست.